# 2017년 파라치나르 폭탄 테러
2017년 1월 21일 파키스탄 파라치나르의 한 채소시장에 폭탄 테러가 발생하였다. 이 테러로 25명이 사망하였으며, 87명이 부상당했다.